# Zovem se Earl
Zovem se Earl (eng. My name is Earl) je američki sitcom. Serija govori o Earlu (Jason Lee), sitnom kriminalcu koji nakon automobilske nesreće odluči postati bolja osoba tako što napravi popis svih loših stvari koje je napravio u prošlosti a koje želi ispraviti.

## Radnja
Earl Hickey se nikad nije potrudio u svom životu. Umjesto da se zaposli, on dane provodi ispijajući pivo i krade sve što nije prikovano za zemlju. Kad osvoji zgoditak svog života na lutriji, Earl misli da se njegova sreća upravo promijenila... sve dok ga nije udario auto. Dok se oporavlja u bolničkom krevetu, Earl na TV-u gleda talk show u kojem razgovaraju o konceptu karme. Počinje misliti da je možda karma glavni razlog zašto je u bolničkom krevetu.
Za svaku lošu stvar koju je napravio u prošlosti, loše stvari mu se događaju. Jedini način na koji to može zaustaviti je da učini dobro za svako loše djelo. S podužom listom loših djela koje je napravio, Earl kreće ispraviti sve loše stvari iz prošlosti. U njegovoj misiji mu se pridružuju njegov priglupi brat Randy, bivša žena Joy i njezin trenutni muž Darnell "Crabman" Turner i čistačica hotela u kojem Earl živi s bratom - Catalina.

## Likovi
- Earl J. Hickey  (Jason Lee) - Glavni protagonist i narator serije. Ima dugu povijest sitnih kriminalnih radnji (pretežito krađa), za koje se nastoji iskupiti. Iako mu nedostaje obrazovanje, i često loše prosuđuje, ima čvrsto shvaćanje dobrog i lošeg koje nastoji podijeliti s prijateljima. Boji se letenja i igli.
- Randall "Randy" Hickey (Ethan Suplee) - Earlov mlađi brat. Prilično je priglup, s dječjom naivnošću. Ne razumije u potpunosti Earlovu listu, i ponekad upozori svoju važnost koju on predstavlja u Earlovom životu. Unatoč svemu, on podržava Earlovu misiju zbog bratske ljubavi.
- Joy Farrah Turner (Jaime Pressly) - Earlova bivša žena, sada udana za Darnella. Ona je neprofinjeno "smeće iz kamp kućice", sebična i manipulativna, prevarila je Earla da se oženi njome kad je postala trudna s tuđim djetetom, da bi kasnije imala aferu i dijete s Darnellom dok su ona i Earl još bili u braku. Sve u svemu, ona je zaštitnički postavljena prema svojoj obitelji. Ima jaku nenaklonost prema Catalini sve od kad ju je Joy nazvala kurvom.
- Darnell "Crabman" Turner (Eddie Steeples) - Joy-in trenutni muž, a ujedno i jedan od Earlovih najboljih prijatelja unatoč tome što je imao aferu i dijete s Joy dok su Earl i ona još bili u braku. On je trenutno otac Joy-inih dvoje sinova. Radi u lokalnoj gostionici "The Crab Shack". Ima tajnu prošlost koju sakriva od svih zato što je sudionik u programu zaštite svjedoka, i potiho pokazuje veću inteligenciju nego ljudi oko njega (npr. govori nekoliko jezika). Ima kućnog ljubimca kornjaču koju zove Mr. Turtle.
- Catalina Aruca (Nadine Velazquez) - Predivna Latino Amerikanka koja radi kao čistačica u hotelu u kojem su Earl i Randy i ujedno kao broj jedan striptizeta u strip klubu "Club Chubby". Ona dijeli zelenu kartu od braka s Randyem koji je bio zaljubljen u nju ali je prestao kad su spavali zajedno, smatravši ju boljom kao prijateljicom. Ima veliku nenaklonost prema Joy otkad ju je ova nazvala kurvom kad ju je prvi put vidjela. Ona povremeno sruši četvrti zid (njezin lik obraća se gledatelju) kad se tobože dere na Joy na španjolskom jeziku a ustvari govori tajne poruke fanovima.

## Vanjske poveznice
- Zovem se Earl na NBC.com